# 前田真三
前田 真三（まえだ しんぞう、1922年6月3日 - 1998年11月21日）は、日本の写真家。上高地、奥三河、富良野（北海道美瑛町・上富良野町）などにおいて風景写真や山岳写真を多数撮影し、「色彩の魔術師」と呼ばれた。
長男は写真家の前田晃で、父親が設立した写真事務所「丹渓」を継いでいる。

## 経歴
- 1922年（大正11年）：6月3日に東京府南多摩郡恩方村（現在の東京都八王子市下恩方町）で生まれる[3]。
- 1935年（昭和10年）：東京府立織染学校色染科（後の東京都立八王子工業高等学校、現在の東京都立八王子桑志高等学校）入学。
- 1941年（昭和16年）：拓殖大学開拓科入学[3]。
- 1943年（昭和18年）：繰り上げ卒業となり、館山の海軍砲術学校入隊[3]。
- 1946年（昭和20年）：復員し、約2年間故郷で過ごす[3]。
- 1948年（昭和23年）：日綿実業（現在の双日）入社[3]。
- 1954年（昭和29年）：花や家族の記念写真を撮り始める[3]。
- 1965年（昭和40年）：日綿実業退社[3]。
- 1967年（昭和42年）：「丹渓」を設立し、写真活動開始[3]。
- 1971年（昭和46年）：鹿児島県佐多岬を4月に出発し、北海道宗谷岬を目指す日本列島縦断撮影旅行を敢行。帰京する途中の7月、美瑛・上富良野町で、十勝岳連峰を背景に程よく耕作された丘の風景と出合う[注 1][1][3]。
- 1974年（昭和49年）：初の写真集『ふるさとの四季』刊行[3]。
- 1977年（昭和52年）：奥三河（愛知県東北部）に通い始める[3]。
- 1982年（昭和57年）：上高地（長野県）に取り組む[3]。
- 1984年（昭和59年）：日本写真協会年度賞を受賞[3][4]。写真集『上高地』刊行。
- 1985年（昭和60年）：写真集『奥三河』が毎日出版文化賞特別賞受賞[3]。
- 1987年（昭和62年）：北海道美瑛町に、フォトギャラリー拓真館開設[3]。ハイビジョンでの撮影を始める[3]。
- 1988年（昭和63年）：拓真館周辺の環境整備を始める[3]。
- 1989年（平成元年）：吉野・室生（奈良県）に通い始める[3]。
- 1992年（平成04年）：レーザーディスク（LD）『四季の丘・春夏秋冬』発表[3]。
- 1993年（平成05年）：『朝日新聞』日曜版に「前田真三が撮る自然の色と形」連載開始（1年間）[3]。
- 1996年（平成08年）：勲四等瑞宝章受章[3]。CD-ROM作品発表[3]。
- 1998年（平成10年）：11月21日に急性心不全により死去（享年76）[3]。美瑛町特別功労者章受章[3]。
- 1999年（平成11年）：拓真館とともに日本写真協会賞文化振興賞受賞[3][5]。

## 作風
前田真三が写真活動のために1967年（昭和42年）に設立した会社の社名「丹渓」は、前田真三と南アルプスにある「丹渓山荘」（長野県伊那市）との親交から付けられたとされる。この社名から、前田真三の作風を「丹渓調」と呼ぶことがある。「風景写真は出合いの瞬間が大切」を持論としている。風景を撮影する際に、とかく一カ所に留まって天候や光線の状態が良くなる時を待ちながらシャッターチャンスをうかがうという消極的な姿勢になりがちなことに対し、前田真三の場合は、風景に出合った瞬間に手際よく写してゆくという、積極的に風景を求めてゆく姿勢で取り組んでいる。「風景はただ眺めていても、見えてはこない。積極的に風景に働きかけて、はじめて見えてくる」といい、そのためには「とにかくよく見、よく撮ること」「見るうちに撮るうちに、次第に風景が自ずと見出せるようになるはずだ」と論じている。作品を観た人からの「ずいぶん時間をかけて一枚の写真を撮るんでしょうね」との問いに対し、前田真三が「長い時間がかかっていますよ。私の人生と同じだけの」と答えるようにしているのは、この作品にたどり着くまでに多くの写真を撮り込んで経験を重ねてきたことを表しているのである。また、「風景は目で見た通りに撮る」ことも持論としている。そのために原則として、「目線で撮る」「手前から遠景まで全てにピントを合わせる」の2点を基本にしている。これは、人間が肉眼で日常見ている風景が、目線で見て、全部にピントが合っている風景であり、写真にしてもそれが一番自然に見えるからである。

## 美瑛・上富良野との出合い
前田真三が写真活動を始めた当初は、美瑛について全く知らなかった。東京都港区北青山に株式会社丹渓を設立してから4年後の1971年（昭和46年）3月に、自動車による単独での日本縦断撮影旅行を思い立ち、同年4月1日、九州最南端の佐多岬を出発した。それから3ヶ月間、写真撮影をしながら北上を続け、同年7月8日に北海道の宗谷岬に達したが、その行程上でも美瑛を通過することはなかった。
宗谷岬からの帰途、知人の紹介で、旭川市在住の写真好きの人の家に立ち寄り、大雪山や旭川付近が撮影された写真を見せてもらった。その中の一枚に、「傾斜した畑を農耕馬が土煙を上げて驀進してくるモノクロームの写真」があった。前田真三はその写真の背景に写っている落葉松の丘が妙に心に残り、撮影場所を問うと、「美馬牛峠付近」とのことだったので、それから数日後にその場所へ行ってみることにした。そして同年7月12日の昼下がり、前田真三はその美馬牛峠に差し掛かった。美馬牛峠とは国道237号にあり、美瑛町と上富良野町津郷との境界にある峠である。この時前田真三は、初めて美瑛の丘の風景を目にした。丘を彩る一面のジャガイモの花、遠くには噴煙を上げる十勝岳、そして丘の上に整然と並んだ落葉松の風景を目の当たりにすると、これらがヨーロッパの田園風景を思わせた。これらの丘の風景に、これまで自身が抱いてきた日本の風景とは異なる新しい風景を発見し、日本にもこんな所があったのか、と心打たれた。早速この風景を撮影しようと三脚を立て、カメラを構えたところ、そこを通りかかって偶然その様子を見た津郷在住のある人から怒鳴られた。その当時、この津郷にゴルフ場をつくるという話があり、その人はそれに反対していた。このことから、前田真三の様子をゴルフ場建設のための測量をしているものと勘違いしたのであった。風景写真を撮らせてもらっている旨を説明すると、その人は拍子抜けした様子で、お茶でも飲んで行きなさいと前田真三を家に招じ入れた。この人は上富良野町の教育委員も務めていたことから、前田真三の写真活動をよく理解し、以来、この人からの支援もあって、前田真三は美瑛、上富良野の丘陵地帯の撮影に足繁く通うこととなった。
この地区が、前田が心奪われたような風景になったのは、太平洋戦争後に陸軍第七師団の演習場が農地に転用されて復員軍人らが開拓し、農業機械の導入で丘の稜線が見えるようになったためで、ちょうど前田が通りかかる少し前の時期からであった。

### 代表作『麦秋鮮烈』
東京から美瑛へ通っての撮影活動を開始してから6年後の1977年（昭和52年）7月20日。この日は東京から夕方に美瑛に到着したばかりで、日は既に西に傾いていた。東の空には重く真っ黒い夕立雲が垂れこめており、日没には間に合わないかもしれないが、とにかく撮影に出てみることにした。そして美瑛町新星緑ヶ丘に達した時、偶然、濃紺の夕立雲の下に広がる麦畑を落日間際の太陽が照らし出し、強烈な色彩を放つ光景に出合った。最初に麦畑の中に立つ一本の白樺の木を入れたカットを撮影し（『麦秋多彩』の題で発表される）、その十数分後、濃紺の夕立雲の下に鮮烈な色を放つ赤麦畑のカットを撮影した。撮影後、感動的な赤い閃光を残して日は没した。前田真三はこの光景の撮影から、風景写真は駄目だと思ってもたえず挑戦する心掛けが必要であり、そこから必ず傑作が生まれるものであるとの教訓を得ている。後の方に撮影された写真は当初『麦秋暮色』という題で発表されたが、写真集『丘の四季』に収録する際に『麦秋鮮烈』に改題された。この作品は前田真三の代表作となり、写真集の表紙のほか、一時期マイクロソフト社など広告媒体にも使われるようになった。なお、この時撮影された赤麦畑は「タクネコムギ」と呼ばれる品種であり、成熟すると他の品種より穂が赤みを帯びるようになっている。撮影された当初は北海道内でよく栽培されていたが、収量が少ないことからその後栽培面積が激減し、美瑛町内では栽培されないようになっていった。しかし、この『麦秋鮮烈』に触発された美瑛町内有志により、1999年（平成11年）から一部でタクネコムギが復活栽培されるようになった。

## 動画・デジタル作品への取り組み
1986年（昭和61年）の秋、ソニーから、当時新しくできた映像技術であるハイビジョンで日本の風景を撮ってみないかという話が前田真三のもとへ持ち込まれた。当初前田真三は、美瑛町に撮影拠点となる「拓真館」建設に着手したところで、1年を通して日本各地を取材することなどとてもできないと固辞した。しかし、実際にハイビジョンの映像を見るうちに、動画も静止画も根本的には自然を撮ることの基本理念に変わりはない、として、拓真館を中心にした美瑛の丘陵地帯を舞台に撮影するのならと、1年がかりで取り組んでみようかという考えに変わった。こうして1987年（昭和62年）にハイビジョン作品『四季の丘』が発表された。その後はハイビジョン作品のほか、CD-ROM写真集なども発表された。もともと日綿実業勤務時代から写真の傍ら8ミリ映画も撮っていたことから動画には興味もあり、パソコン上での写真加工にも全く否定的ではなかったことから、最新の映像技術にも抵抗はなかったとされる。ハイビジョン作品の音楽には、当時デビューした作曲家・ピアニストの中村由利子のアルバム『風の鏡』も起用された。このことから、中村由利子は美瑛の丘の風景をモチーフにした楽曲を作曲するようになり、以降に発表された前田真三の映像作品に度々楽曲を提供するようになった。

## 作品

### 写真集
- 『ふるさとの四季』（毎日新聞社、1974年）
- 『日本の彩』（旅行読売出版社、1976年）
- 『ふるさとの山河』（毎日新聞社、1976年）
- 『出合の瞬間』（毎日新聞社、1977年)
- 『春夏秋冬』（国際情報社、1978年）
- 『北海道－大地の詩』（集英社、1981年)
- 『山河有情』（保育社、1982年）ISBN 4586010126
- 『一木一草』（グラフィック社、1983年）ISBN 4766102789
- 『昭和写真・全仕事』（朝日新聞社、1983年）ISBN 4022581336
- 『上高地』（グラフィック社、1984年）ISBN 4766103068
- 『LANDSCAPE PHOTOGRAPHY』（アメリカ・アムフォトとの共著、1984年）
- 『奥三河』（グラフィック社、1985年）ISBN 4766103459
- 『山野逍遥』（毎日新聞社、1985年）ISBN 4620601411
- 『丘の四季』（グラフィック社、1986年) ISBN 4766103750
- 『山川草木』（グラフィック社、1987年) ISBN 476610420X
- 『白い幻想』（講談社、1987年）ISBN 4062034018
- 『四季山水』（日本カメラ社、1987年）ISBN 4817930020
- 『百花有情』（グラフィック社、1988年）ISBN 4766104889
- 『夏雲の丘』（講談社、1988年）ISBN 4062039087
- 『四季清明』（BeeBooks、1989年）
- 『四季百景』（日本カメラ社、1989年）ISBN 481793008X
- 『秋の彩り』（講談社、1989年）ISBN 4062043971
- 『ハイビジョン版・四季の丘』（朝日新聞社、1989年）ISBN 4022605405
- 『拓真館』（拓真館、1989年）
- 『春の大地』（講談社、1990年）ISBN 4062046458
- 『上高地水明』（講談社、1990年）ISBN 4062049473
- 『上高地散策』（講談社、1991年）ISBN 4062053217
- 『塔のある丘』（講談社、1991年) ISBN 4062054108
- 『四季彩歳』（日本カメラ社、1991年）ISBN 4817930195
- 『花鳥風影』（神無書房、1993年）ISBN 4873580714
- 『拓真館物語』（講談社、1993年）ISBN 4062065967
- 『吉野春秋』（講談社、1993年）ISBN 4062068826
- 『前田真三が撮る自然の「色と形」』（朝日新聞社、1994年）ISBN 4022585749
- 『風景写真増刊 前田真三集』（ブティック社、1994年）
- 『室生春秋』（講談社、1995年）ISBN 4062071843
- 『前田真三集　完全版』（ブティック社、1996年）ISBN 4834751775
- 『風景遍歴』（日本カメラ社、1997年）ISBN 4817920424
- 『田舎』（神無書房、1997年）ISBN 487358079X
- 『前田真三写真美術館』（講談社、1999年）全8巻
  - 『丘の夏』ISBN 4062700514
  - 『花景色』ISBN 4062700522
  - 『ふるさと』ISBN 4062700530
  - 『丘の秋』ISBN 4062700549
  - 『木々の彩り』ISBN 4062700557
  - 『丘の冬』ISBN 4062700565
  - 『四季絵模様』ISBN 4062700573
  - 『丘の春』ISBN 4062700581
- 『四季の情景』（講談社インターナショナル、2001年）ISBN 4770026870
- 『大地の詩―前田真三PHOTO BOX』（講談社、2005年）ISBN 4062131110

### 映像ソフト
- EDベータソフト『四季の丘 夏』（ソニー、1987年、非売品）
- EDベータソフト『四季の丘 春』（ソニー、1988年）
- EDベータソフト『四季の丘 夏』（ソニー、1988年）
- EDベータソフト『四季の丘 秋』（ソニー、1988年）
- EDベータソフト『四季の丘 冬』（ソニー、1988年）
- ハイビジョンLDソフト、EDベータソフト『四季の丘、春夏秋冬』（ソニー、1989年）
- ハイビジョンLDソフト『吉野春秋』（ソニー、1990年）
- ハイビジョンLDソフト『四季の丘・春の喜び』（ソニー、1992年）
- ハイビジョンLDソフト『四季の丘・夏の大地』（ソニー、1992年）
- ハイビジョンLDソフト『四季の丘・秋の彩り』（ソニー、1992年）
- ハイビジョンLDソフト『四季の丘・冬の幻想』（ソニー、1992年）
- VHSソフト『拓真館版・四季の丘』（拓真館、1993年）
- ハイビジョンソフト『丘のまち美瑛』（美瑛町、1993年）
- VHSソフト『風景無限－前田真三の風景写真』（日本カメラ社、1994年）
- ハイビジョンLDソフト『拓真館の四季』（ソニー、1994年）
- ハイビジョンLDソフト『塔のある丘』（ソニー、1995年）
- LDソフト『四季の丘』（パイオニアLDC、1995年）
- フォトCD『大地の見る夢　前田真三の世界』（グラムス、1995年）
- CD-ROM『前田真三 丘の風景』（シンフォレスト、1996年）
- CD-ROM『前田真三 里の風景』（シンフォレスト、1997年）
- CD-ROM『前田真三 木の風景』（シンフォレスト、1997年）
- 3-DハイビジョンLDソフト『遥かなる丘』（ソニー、1998年）
- DVD『前田真三の映像世界』（シンフォレスト、2001年）
- DVD『前田真三 遙かなる丘』（アミューズソフトエンタテインメント、2007年）

## 常設展示館
拓真館
夕やけ小やけふれあいの里
茶臼山 高原の美術館

## 前田真三賞
風景写真出版主催の写真賞であり、風景写真の新人賞である。1993年（平成5年）から「風景写真新人杯」の名称で始まったが、前田真三没後にその業績をたたえて、1999年（平成11年）に改称した。第1回受賞者は上杉満生。